# CSD Sololá
Club Social y Deportivo Sololá – gwatemalski klub piłkarski z siedzibą w mieście Sololá, stolicy departamentu Sololá. Występuje w rozgrywkach Segunda División. Domowe mecze rozgrywa na obiekcie Estadio Xambá.

## Historia
Klub powstał w 2012 roku, gdy grupa lokalnych przedsiębiorców na czele z Jaime Cáceresem Arą wykupiła za kwotę 75 tysięcy quetzali licencję trzecioligowego klubu América Chimaltenango. W 2017 roku zespół awansował do drugiej ligi gwatemalskiej, zaś w 2021 roku wywalczył historyczną promocję do Liga Nacional. W najwyższej klasie rozgrywkowej spędził jednak tylko rok (2021–2022), po czym spadł z powrotem do drugiej ligi. Tam występował z kolei przez dwa lata, zaś w 2024 roku zanotował relegację na trzeci szczebel rozgrywek.

## Trenerzy
- Bobby Tally (2013)
- Henry Barrientos (2014)
- René León (2015)
- Wálter González (2015)
- Henry Barrientos (2016–2018)
- Oscar Hernández Girón (2018)
- Ariel Sena (2018)
- Garabet Avedissian (2018–2019)
- Julio Englenton Chuga (2019)
- Henry Barrientos (2019)
- César Trujillo (2019)
- Víctor Pérez (2019)
- Marvin Hernández (2020–2021)
- Rafael Díaz (2021–2022)
- Silvio Rudman (2022)
- Marco Morales (2022)
- Adrián Barrios (2023)
- Marvin Hernández (2023)
- Marvin Ruano (od 2023)